# Кларк, Бетти Росс
Бе́тти Росс Кларк (англ. Betty Ross Clarke; 19 апреля 1896, Лангдон, Северная Дакота — 24 января 1970, Лос-Анджелес, Калифорния) — американская актриса театра и кино.

## Биография
Мэй Кларк (настоящее имя актрисы) родилась 19 апреля 1896 года (согласно другим источникам — 1 мая 1892 года) в городке Лэнгдон (штат Северная Дакота, США). Её отца звали Чарльз Уиллард Кларк, мать — Кора Росс. Дедушка по материнской линии — известный адвокат, судья и генерал Леонард Фултон Росс (1823—1901); прадедушка — известный первопроходец, скотовод, торговец, майор, основатель иллинойсских городов Льюистаун и Хавана Оссиан Росс (1790—1837).
В возрасте трёх лет Мэй с родителями переехала в столицу Миннесоты, город Миннеаполис. Девочка мечтала стать балериной, училась танцам, но успех на сцене и киноэкранах привёл её к мысли оставить это занятие. Кларк начала сниматься в кино в 1920 году, поменяв для звучности своё имя Мэй на Бетти Росс. За 20 лет (с заметными перерывами) кино-карьеры она снялась в 35 фильмах, как немых так и звуковых. Из них одиннадцать лент вышли без указания её в титрах, а пять были короткометражными.
В 1923 году Кларк с мужем Коллинсом, британцем по национальности, уплыла в Англию. Там она получила гражданство и продолжила играть на сцене и в кино. В 1926 году пара отправилась в Австралию, где Кларк играла в театрах, но не в кино. В июле 1929 года Кларк с мужем вернулись в США, привлечённые набирающим популярность звуковым кино. После шестилетнего кинематографического перерыва Кларк снова появилась на экранах, но теперь ей уже доставались, в основном, эпизодические роли, зачастую без указания в титрах. Поскольку в 1923 году Кларк сменила своё гражданство на британское, ей пришлось проходить процедуру натурализации и лишь 28 декабря 1934 года она снова стала гражданкой США.
В октябре 1929 года в США произошёл биржевой крах. Поскольку Коллинс был банкиром, это сильно подорвало финансовое состояние семьи. Чтобы заработать, он тоже стал кинематографистом: был режиссёром диалогов, а позднее и кинорежиссёром.
После 1940 года Бетти Росс Кларк больше не снималась.
В 1920-х годах водила автомобиль (женщина за рулём в то время была диковинкой) марки «Пейдж».
Была одной из 242 знаменитостей, оставивших свою роспись на двери книжного магазина квартала Гринвич-Виллидж между 1921 и 1925 годами. Ныне эта дверь хранится в Центре Гарри Рэнсома в Техасском университете в Остине.
Бетти Росс Кларк скончалась 24 января 1970 года в Лос-Анджелесе. Другие источники сообщают, что актриса умерла гораздо раньше: 31 января 1947 года. Похоронена на кладбище «Лесная поляна» в Глендейле.

### Личная жизнь
28 мая 1921 года Кларк вышла замуж за лос-анджелесского банкира, лейтенанта ВВС Великобритании в отставке и (с 1933 года) кинорежиссёра Артура Гревилла Коллинса (1895—1980). Неизвестно, сколько продолжался их брак, однако в 1934 году Коллинс женился второй раз, значит, к тому времени они с Кларк уже были разведены. Второй раз замуж Кларк не выходила, детей у неё не было.

## Работа в театрах
Кларк играла в самых разных театрах: в Питтсбурге (Пенсильвания), Хейверилле (Массачусетс), Су-Сити (Айова), Галифаксе (Новая Шотландия). 19 сентября 1917 года она впервые появилась на бродвейских подмостках. 2 июня 1924 года Кларк впервые сыграла в Лондоне. В 1926—1929 годах играла в театрах Австралии. После окончания своей кино-карьеры в 1940 году продолжила изредка играть в малоизвестных театрах США.
- 1916 — Ярмарка и грелка[англ.] / Fair and Warmer
- 1917 — Семейный выход / The Family Exit — Эвелин де Гасконь. Театр комедии[англ.], Нью-Йорк
- 1921 — ? / True to Form. Театр «Брэмхолл», Нью-Йорк
- 1922 — Красный мак / The Red Poppy — Лиана. Театры Гринвич-Виллидж
- 1924 — Мужья-холостяки / Bachelor Husbands — Фифи Морган. Королевский театр, Лондон
- 1924 — Ничейная земля / No Man's Land — Огаста. Театр Святого Мартина[англ.], Лондон
- 1925 — Говорящая обезьяна / The Monkey Talks — Дора Лавендер. Королевский театр «Хеймаркет»[англ.], Лондон
- 1926 — Дом из стекла / The House of Glass — Маргарет Кейс. Театр «Принц Уэльский», Лондон
- 1926—1929 — постановки «Призрачный поезд»[англ.], «Буря», «Детёныш циклона», «Дождь», «Невеста» и «Опороченная» в театрах Австралии.

## Избранная фильмография
В титрах указана
- 1920 — Романтика[англ.] / Romance — Сьюзан Ван Тайл
- 1920 — Если бы я был королём[англ.] / If I Were King — Катерина де Вокель
- 1921 — Миллионы Брюстера / Brewster's Millions — Пегги
- 1921 — Путешествующий торговец[англ.] / The Traveling Salesman — Бет Эллиотт
- 1921 — Мать моя[англ.] / Mother o' Mine — Долли Уилсон
- 1921 — Лис[англ.] / The Fox — Аннетт Фрейзер, дочь шерифа
- 1921 — Её социальное значение[англ.] / Her Social Value — Берта Хармон
- 1921 — Лаки Карсон[англ.] / Lucky Carson — Дорис Бэнкрофт
- 1922 — Особняк «Джек-фонарь»[англ.] / At the Sign of the Jack O'Lantern — миссис Карр
- 1922 — Человек с Даунинг-стрит[англ.] / The Man from Downing Street — Дорис Бёрнем
- 1932 — Убийство на улице Морг / Murders in the Rue Morgue — мадам Л’Эспане
- 1937 — Невеста для Генри[англ.] / A Bride for Henry — миссис Кёртис
- 1938 — Дети судьи Харди[англ.] / Judge Hardy's Children — тётя Милли Форрест
- 1938 — Женщина против женщины[англ.] / Woman Against Woman — Элис
- 1938 — Любовь находит Энди Харди[англ.] / Love Finds Andy Hardy — тётя Милли Форрест
- 1938 — Слишком рискованно[англ.] / Too Hot to Handle — миссис Хардинг

В титрах не указана
- 1933 — Позиция стрелка[англ.] / Headline Shooter — Сью
- 1936 — Общественные платежи[англ.] / The Public Pays — секретарша Пейджа (к/м)
- 1937 — Ночь в кино[англ.] / A Night at the Movies — жена (к/м)
- 1938 — Рай для троих[англ.] / Paradise for Three — телефонистка
- 1938 — Держи поцелуй[англ.] / Hold That Kiss — гостья на свадьбе
- 1938 — Возлюбленные[англ.] / Sweethearts — женщина в фойе
- 1939 — Четыре жены[англ.] / Four Wives — медсестра доктора Форреста
- 1940 — Неукротимый[англ.] / Untamed — мать

- Фото ок 1920 г. авторства Дж. Бэйна[англ.]. Ныне хранится в Библиотеке Конгресса.
- С мужем, Артуром Коллинсом[англ.], 1921 г.
- С Роско Арбаклом в фильме «Путешествующий торговец»[англ.] (1921).
- С Эрлом Уильямсом[англ.] в фильме «Человек с Даунинг-стрит[англ.]» (1922).
- На обложке журнала Movie Weekly от 3 июня 1922 г.
- С Энн Нейджел[англ.] (справа) в фильме «Невеста для Генри[англ.]» (1937).